# Planos de representación del sonido

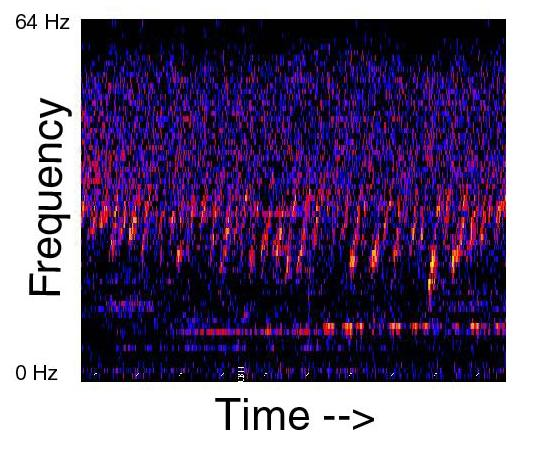
Sonograma o espectograma

Los planos de representación del sonido son representaciones gráficas, normalmente en dos dimensiones, usadas para analizar y comprender los fenómenos sonoros, bien se trate de sonidos o de su transporte mediante algún canal. Se utilizan representaciones sobre dos ejes llamados habitualmente "x" el horizontal e "y" el vertical (Coordenadas cartesianas), donde se miden los valores a representar. En función de qué aspectos del sonido se analicen, se asignan distintas magnitudes a los ejes x e y. De cada par de ellos surgen los llamados planos dinámico, armónico y melódico de audio.

## Magnitudes
Se considera la amplitud alcanzada, el tiempo invertido, y las frecuencias abarcadas por un conjunto de sonidos.

### Amplitud
Normalmente se representa en forma de decibelios de presión sonora (dBspl), o decibelios de electricidad (dBu, dBV, dBFDS, dBW), unidades de medida adimensionales que sirven para comparar un valor de presión sonora con otro de referencia, y están basadas en el logaritmo. De esa forma, en niveles bajos los pequeños cambios son significativos, mientras que en niveles altos sólo los grandes cambios son apreciados. El motivo de usar ese sistema es que esa es la forma en que percibe el oído humano, debido al funcionamiento del órgano de Corti. En vez de la amplitud, y en el mismo eje que se usaría para esta, se pueden representar la intensidad o la potencia del sonido, siendo ambas proporcionales a la amplitud.

### Tiempo
Se considera el tiempo que tardan en ocurrir los sucesos sonoros analizados. Normalmente en segundos, aunque también en sus fracciones y en minutos, horas... En algunos ámbitos se usan también otras formas de medir el paso del tiempo, como fotogramas en vídeo, o compases en música.

### Frecuencias
Se acostumbra a representar el rango de frecuencias convencionalmente estipuladas como audibles por el oído humano (20 Hz. a 20kHz.). Pueden ser representadas de forma logarítmica o lineal. Asimismo pueden ser representadas en banda, es decir de forma continua, o de forma discreta, por ejemplo en octavas (rango que incluye el doble de frecuencias que el anterior y la mitad que el siguiente) o sus múltilplos.

## Planos de audio

### Plano dinámico

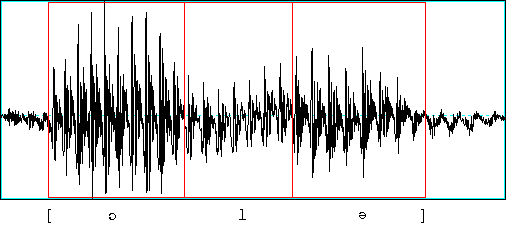
Ejemplo de representación en el plano dinámico

Las representaciones de este plano del audio se llaman también oscilogramas.
Si se representa la amplitud en el eje "y", y el tiempo en el eje "x" se obtiene el plano dinámico de audio.
Esta representación no aporta información sobre las frecuencias que componen los sonidos analizados.
En cada recta vertical correspondiente a un punto del eje "x" (tiempo) se puede decir que están todas las frecuencias juntas para ese instante.

### Plano armónico

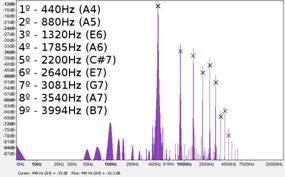
Ejemplo de plano armónico

También referido como plano espectral.
El plano armónico se usa cuando se necesita un gráfico que represente el contenido espectral (contenido de distintas frecuencias) de los sonidos. En el eje horizontal se representan las frecuencias, y en el vertical las amplitudes. En este caso el gráfico no representa el sonido a lo largo de un tiempo, sino en un momento puntual. 

### Plano melódico

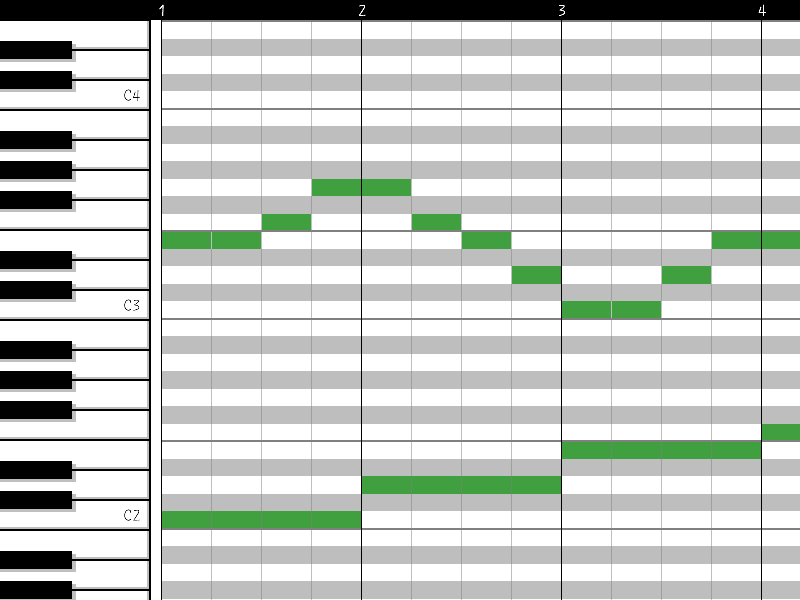
Plano melódico de audio

Si se representan las frecuencias en el eje "y" y el tiempo en el eje "x", es decir, representando el plano ortogonal a los planos dinámico y armónico, se obtiene el plano melódico de audio.

## Sonograma

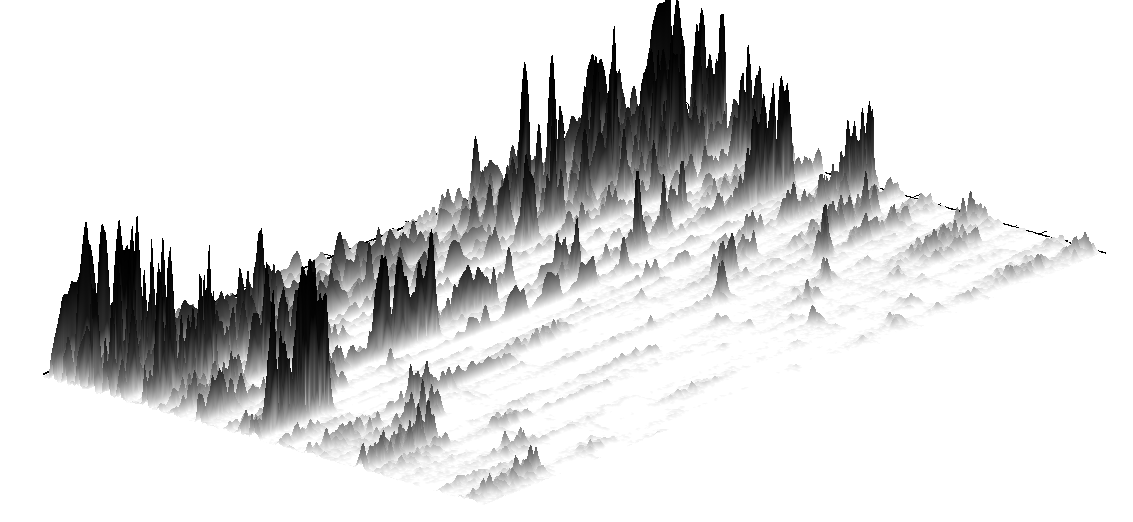
Sonograma axonométrico

Si se utilizan las tres magnitudes antes descritas, es decir tiempo, frecuencia y amplitud/intensidad en un mismo gráfico, se obtiene un sonograma, también llamado espectrograma. Para conseguir representar tres magnitudes a la vez se utilizan o bien colores, o bien una axonometría.